# Полушка

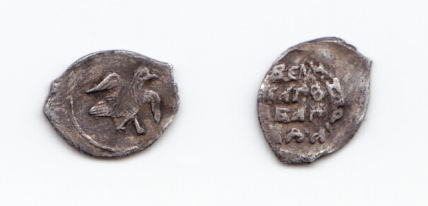
Срібна полушка Івана Грозного, викарбувана у Великому Новгороді у 1535-1584

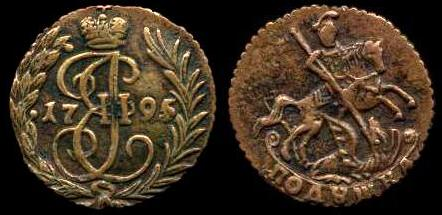
Полушка, яку карбували за Катерини II

Полу́шка (рос.) — російська монета вартістю 1/4 копійки (1/2 «деньги»). В історичних письмових джерелах згадується також під назвою «полуденьга». Назва монети пов'язана зі словом «половина».

## Історія
Полушка з'явилася як срібна монета в кінці XIV ст. Полушки карбували у Великому князівстві Московському з уділами з часу правління Василя Дмитровича, а також в Ростовському і Нижегородсько-Суздальському князівствах. В Новгороді карбування цього номіналу зафіксовано лише в часи Івана III. Під час правління Василя III карбування полушок здійснювали також у Твері та Пскові.
Грошова реформа 1535 року, здійснена Оленою Глинською, уніфікувала полушку як загальнодержавний номінал, рівний ½  «московки» (московської денги) і  ¼ «новгородки» (новгородської денги або копійки), і встановила для неї вагову норму близько 0,17 грама срібла. Полушку продовжували карбувати як срібний номінал аж до царювання Михайла Федоровича (1613—1645), допоки псування монетної стопи не зробила її випуск безглуздим.
Грошова реформа Петра I ввела в обіг мідну полушку як номінал, еквівалентний ¼ мідної копійки. З 1700 по 1810 рік і в 1850—1866 роках номінал на монетах позначався словом «полушка», з 1839 по 1846 рік і з 1867 по 1916 рік — «¼ копійки».

## Інше
Українською слово полушка перекладають також як «півшеляга». Хоча насправді назву старовинної польської монети шеляг у XIX ст. у народі вживали щодо російської копійки (тобто 4 полушок), отже, півшеляга мали дорівнювати російській деньзі (1/2 копійки). Втім, існувала інша монета — шаг, а в 1839—1917 роках в українських землях «шагом» звали 1/2 копійки «сріблом», отже, точнішим перекладом буде «півшага».